# Юбер Жайо
 Алексіс Юбер Жайо  (фр. Hubert Jaillot; нар. 1632, Авіньйон-ле-Сен-Клод — пом. 2 листопада 1712, Париж) — французький скульптор, художник, географ та видавець.

## Життєпис
Алексіс Юбер Жайо — упорядник кількох атласів, у тому числі за матеріалами Ніколи Сансона та його синів. У 1657 році, скориставшись закликом Людовика XIV до французьких художників та науковців оселитися та працювати у  Парижі, разом з братом Сімоном став мешкати у столиці Франції. У 1664 році одружився з донькою видавця та гравера Ніколи Берея Першого (Nicolas I Berey;  бл. 1610—1665) Жанною Берей. Після смерті свого швагра, видавця та гравера Ніколи Берея Другого (Nicolas II Berey; 1640—1667), він придбав колекцію мап родини Береїв. Таким чином, він отримав підґрунтя для майбутньої видавничої діяльності. Створив картографічну фірму «Les Deux Globes» (сини і онуки Жайо забезпечили фірмі процвітання аж до середини XVIII ст). Юбер Жайо розпочав видавничу справу в сприятливий момент. Починаючи з 1668 року Людовик  XIV почав вигравати свої битви. Територія Франції постійно розширювалася. Це сприяло високому попиту на картографічну продукцію. З 1669 року Жайо увійшов у ділові стосунки з синами Ніколи Сансона — Ґійомом та Адрієном. У 1670 році отримав престижний титул Королівського скульптора (Sculpteur du Roi), а У 1686 році — титул Королівського географа (Geographe du Roi), що надало йому щорічну стипендію в 600 ліврів. Жайо був одним із останніх французьких картографістів, який здобув цей титул. Людовик XV після зайняття престолу замінив цю посаду більш престижним та єдиним титулом королівського прем’єр-географа (Premier Geographe du Roi).
У 1671 році Юбер Жайо отримав привілей на публікацію усіх мап Сансонів. Хоча він не був картографом, доступ Жайо до спадщини Сансона дав йому змогу публікувати численні карти та атласи, вносячи до них незначні модифікації. Як скульптор і художник, Жайо вносив до мап Ніколи Сансона витончені алегоричні картуші та інші декоративні елементи, які звеличували чесноти Людовика IV та його військові і політичні тріумфи. Це дало йому заступництво французької корони та використання виданих ним мап у репетиторстві з географії молодого Дофіна.
У 1692 році за дорученням французького короля Юбер Жайо для герцога Бургундії видає великий атлас з 95 мап Н. Сансона «Atlas novus ad serenissime Burgundiæ ducis. Atlas françois à l'usage de monseigneur le duc de Bourgogne contenant les cartes, et des empires, monarchies, royaumes, et états du monde» («Новий Атлас герцога Бургундії. Французький Атлас для використання монсеньєра герцога Бургундії, що містить мапи імперій, монархій, королівств та держав світу»). Атлас був перевиданий в Амстердамі  голландським  гравером та видавцем французького походження П'єром Мортьє (Pieter, Pierre Mortier, 1661—1711) під назвою «Atlas Royal a l'Usage de Monseigneur le Duc de Bourgogne…» та  мав, як і у французькому виданні, посвяту герцогові Бургундському. Видання отримало шалений комерційний успіх і сім перевидань до 1742 року.
Мортьє придбав права на карти Сансона і вони перевидавалися фірмою «Covens & Mortier». На всіх перевиданнях вказувалися адреса (сигнатура) видавців.
У 1693 року Юбер Жайо в Парижі та П'єр Мортьє в Амстердамі видали найдорожчий та найвишуканіший атлас XVII ст. — 
Морський атлас фр. «Le Neptune François Ou Atlas Nouveau Des Cartes Marines: Levées Et Gravées Par Ordre Exprés Du Roy. Pour L'Usage De Ses Armées De Mer.», — нід. «De Fransche Neptunus, of nieuwe atlas van de zeekaarten, opgenomen en gegraveerd door uitdrukkelyke order des konings, tot het gebruik van zyne zeemachten», («Французький Нептун, або Новий атлас морських карт, складений та відгравірований за терміновим розпорядженням Короля для використання своїми військово-морськими силами»).
Після смерті Юбера Жайо його справу наслідували: син — Бернар Жан Гіацинт Жайо (Bernard Jean Hyacinthe Jaillot)  (1673—1739), онук — Бернар Антуан Жайо  (Bernard Antoine Jaillot) (???? — 1749) та тесть останнього -  Жан Батист-Мішель Рено де Шовіньо-Жайо (Jean Baptiste-Michel Renou de Chauvigné-Jaillot) (1710—1780).

## Карти України

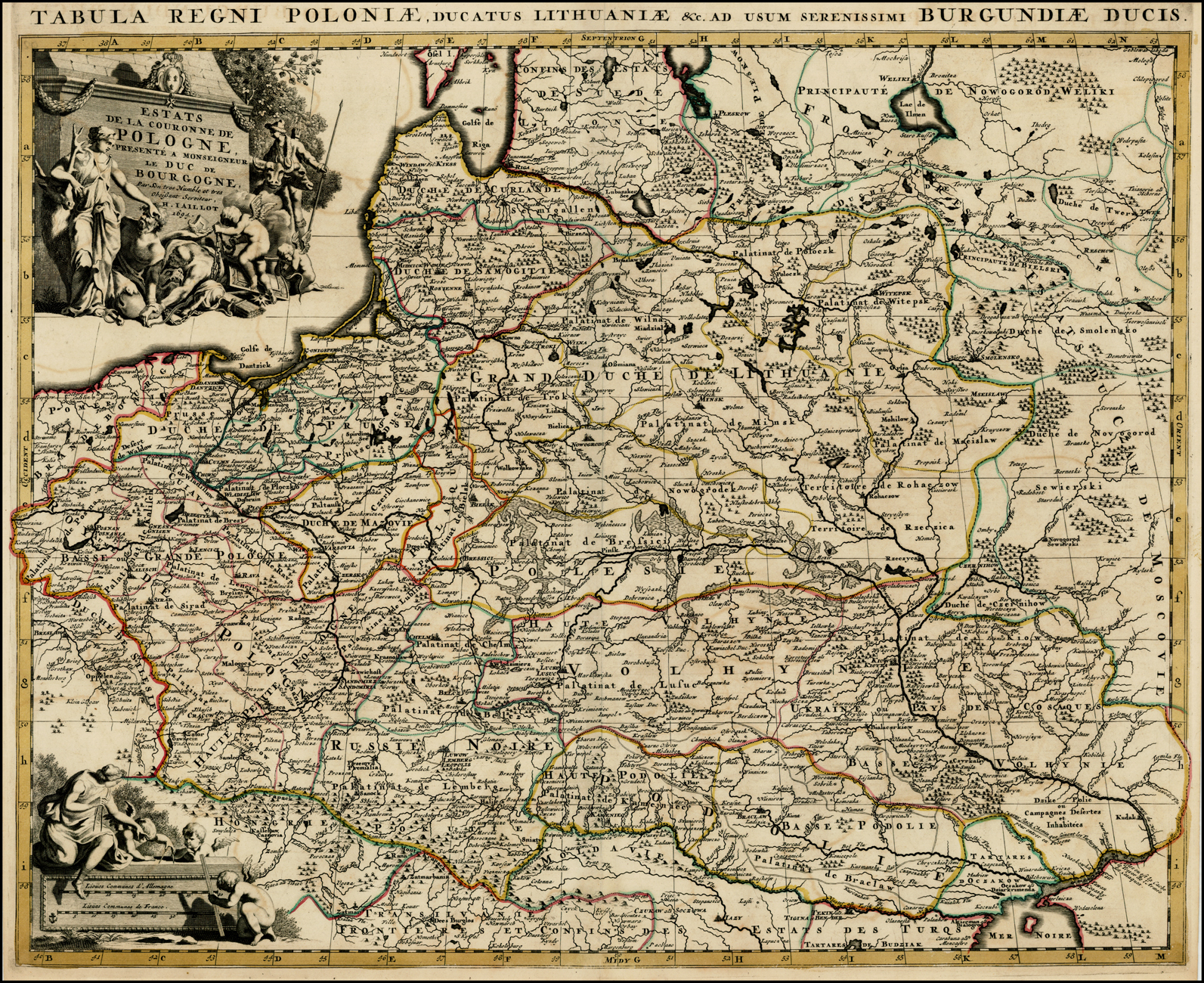
Мапа Польщі, Литви, України та частини Московії з «Atlas Royal a l'Usage de Monseigneur le Duc de Bourgogne…». 1694

1672 р. Карта — «Estats de L'Empire des Turqs en Europe, ou sont les Beglerbeglicz our Gouvernements...», де теж показано українські землі як VKRAINE OU PAYS DES COSAQUES (Україна Земля (Країна) Козаків). Мапа неодноразово перевидавалася, зокрема і в 1700 р. Видавали  мапу також під назвою “Tabyla Nova Imperii Turkarum...”  (дещо видозмінена).
1685 р. Юбер Жайо видає мапу «La Russie Blanche ou Moscovie divisee suivant l'Estendue des Royaumes, Duches, Principautes, Provinces et Peuples: qui sont presentement sous la Domination du Czar de la Russie, cognu sous le Nom de Grand Duc de Moscovie» (Біла Русь або Московія). Мапа видана у Парижі. Формат 23 x 35 дюйма. Карта неодноразово перевидавалася, зокрема у 1692 р. в Амстердамі, 1712 р. в Парижі і т. д. Карта ця перероблена з карти Нікола Сансона (1648 р.). Наддніпрянщина показана як «Vkraina» (Україна або край козаків). На схід від неї, між Воронезьким (Worotin) і Рязанським (Rezan) князівствами, вказано «Окраіну» (Okraina), що відповідає землям донських козаків. Карта охоплює Східну Європу, Європейську частину Росії і частину Центральної Азії.
1693 р. Карта – «Le Cours du Danube Depuis sa Source Iusqu'a ses Embouchures Dresse sue les Memoires lesplus Nouveau du P.Coronelli et autres...» (Напрямок річки Дунай). Правобережжя та Лівобережжя – Ukraine (Україна). Видавництво Париж, формат – 43 x 24 дюйми.
1694 р. Карта – «Estats de la Couronne de Pologne». Середня Наддніпрянщина (Правобережна та Лівобережна) – VKRAINE OU PAYS DES COSAQUES (Україна Земля (Країна) козаків). Виділено на мапі українські історико-географічні землі: Russie Noire (Чорна Русь) – територія Західної України, Podolie (Поділля), Volhynie (Волинь), Polesie (Полісся). Назва Volhynie охоплює Правобережну та Лівобережну Україну (напис розміщено паралельно напису VKRAINE OU PAYS DES COSAQUES, і теж великими літерами). Перевидана 1708 р., 1730 р. та ін. (з незначними змінами).
1696 р. Карта – «Nova Imperii Turkarum...» (Турецька імперія). Видавництво Париж, формат – 44 × 60 см. Українські землі показано як VKRAINE OU PAYS DES COSAQUES (Україна Земля (Країна) козаків).
У травні 2023 Путін по ТБ показав карту, створену французьким картографом Гійомом Сансоном, що називається «Біла Русь чи московія, поділена відповідно до розмірів царств, герцогств, князівств, провінцій і народів, які зараз перебувають під пануванням російського царя, відомого під іменем Великого князя московії» у варіації 1685 року Юбера Жайо, що на ілюстрації вище. Він стверджував, що буцімто на карті нема України. Хоча насправді на карті нема Росії, а замість неї є Князівство Московське, також там зображені кордони десятків держав, захоплених москвою: князівств Володимирського, Рязанського, Воротинського, Смоленського, Ржевського, Тверського, Новгородського, Білозерського, Вологодського, Ростовського, й десятків інших герцогств і князівств.